# Gesta Pontificum Anglorum
I Gesta Pontificum Anglorum sono una delle opere principali di Guglielmo di Malmesbury (William of Malmesbury). Vengono scritti in seguito alla prima redazione dei Gesta Regum, dunque non prima del 1124-1125; inizialmente è probabile che le due opere siano concepite come parte di un lavoro unitario.

## La struttura
I Gesta Pontificum constano di 278 capitoli divisi in cinque libri. È presentata una rassegna dei vescovi di tutte le diocesi inglesi, dall’arrivo del missionario Agostino nel 597 fino agli anni ‘20 del XII secolo, periodo di composizione dell’opera.
Essa costituisce la fonte storica più importante per il periodo successivo alla morte di Beda il Venerabile, avvenuta nel 730 e in particolare per gli anni che seguono la conquista normanna.
I cinque libri dei Gesta Pontificum narrano la vita di personaggi quali vescovi, arcivescovi e santi seguendo un ordine geografico, ma anche storico e gerarchico.
Il libro I riguarda gli arcivescovi di Canterbury e i vescovi di Rochester.
Il libro II riguarda i vescovi di Londra, dell’Anglia orientale e del Wessex.
Il libro III riguarda gli arcivescovi di York e i vescovi di Lindisfarne e Durnham.
Il libro IV riguarda i vescovi dell’antico regno di Mercia.
Il libro V riguarda la vita e i miracoli di Sant’Aldelmo e la storia dell’abbazia di Malmesbury, luogo in cui vive l’autore stesso.

## I contenuti
L’opera ha come primo scopo quello di raccogliere le storie di tutti i vescovi inglesi ma in secondo luogo si propone di narrare le vite dei santi locali, che rischiano di essere dimenticati. La conoscenza fornita da questo testo ai lettori è definita “utile” dall’autore: vuole ispirare i lettori a perseguire la bontà e a rifuggire il male attraverso esempi positivi; sono evidenti gli intenti morali e educativi dell’opera.
Dai Gesta Pontificum si evince che, per raccogliere tutta la documentazione necessaria, il monaco intraprende un grande tour dell'Inghilterra, visitando Thorney, Rochester, Sherborne, Crowland, Hereford, York, Carlisle, Shaftesbury, Bardney, Bath, Dunrham, Wareham, Corfe, Gloucester, Bangor, Coventry, Winchester, Exeter, Tavistock, e diverse altre località. Guglielmo ama includere nei suoi resoconti ricordi personali legati ai suoi numerosi viaggi: si possono menzionare come esempi la descrizione dell’iscrizione romana a Carlisle e la chiesa di San Wilfrido a Hexham.
Guglielmo in quest’opera riversa diverse fonti, alternandole; la principale è l'Historia ecclesiastica gentis Anglorum di Beda il Venerabile, seguita dalle opere di Gozzelino di San Bertino e Stefano di Ripon.
Durante la giovinezza dell’autore l’Inghilterra sta riprendendosi dal caos che segue la conquista normanna, divenendo un'unica entità politica con la Normandia. Il monachesimo benedettino normanno viene introdotto sull’isola e il papato rafforza il suo potere sulla Chiesa locale. Guglielmo vive in un mondo completamente permeato dal pensiero e dalla pratica religiosa cristiana e questo si riflette enormemente nelle pagine delle sue opere. L’autore prende in prestito i motivi topici delle vite dei santi, usandoli per impreziosire le vite di nobili e vescovi.
La mescolanza tra fatti storici e aneddoti miracolosi è un tratto comune nelle opere medievali; non vi è una linea di separazione netta tra storiografia e agiografia. Autori e lettori considerano quest’ultima una fonte storica del tutto attendibile. Ciononostante Guglielmo lamenta un certo scetticismo tra i suoi contemporanei a questo proposito. Per la maggior parte della narrazione Guglielmo è uno storico accurato che espone le sue prove, respinge le voci infondate e esprime ragionevoli dubbi su eventi miracolosi sensazionali. Solamente in alcune occasioni si può notare una certa parzialità: l’autore non mantiene la sua solita cautela nei confronti dell’autenticità delle reliquie di Sant’Adelmo a Malmesbury; mette però in dubbio quella delle braccia di Sant’Osvaldo presso Bamburgh. Va ricordato che di norma i miracoli che riporta non sono sbalorditivi ma semplici coincidenze come guarigioni, il calmarsi del mare in tempesta, la conservazione di edifici dal fuoco e arrivi di tempeste.
A volte il suo intento secondario, lodare i santi del suo paese natale, si manifesta maggiormente: i personaggi a cui è più legato vengono trattati in modo strettamente agiografico, come nel caso del santo patrono del suo monastero, Aldelmo, nel libro V. Quest’ultimo libro in particolare si distanzia dal resto dell’opera per soggetto e composizione. Sono riportate, nelle prime due sezioni del libro, notizie sulla vita e sulla carriera ecclesiastica di Aldelmo, in una narrazione che ricorda più una biografia secolare, incentrata principalmente sulle capacità retoriche e di eloquenza del protagonista, marginalizzando i connotati di santità. Si passa poi alle ultime due sezioni che riguardano i miracoli, sia compiuti in vita sia postumi, riallacciandosi alla tradizione agiografica.

## Lo stile
L’autore ha uno stile semplice e chiaro, formula frasi solitamente brevi e non complesse. La sua grande abilità di scrittore si nota nella capacità di aggiungere un forte senso di realismo alla narrazione, dando vita ai suoi personaggi tramite immagini ben definite. Certamente Guglielmo non è un autore privo di difetti: può avvenire che l’uso di diverse fonti renda il susseguirsi dei fatti difficile da comprendere o che gli capiti di confondere personaggi storici con lo stesso nome.
Guglielmo è uno scrittore consapevole delle potenzialità narrative dei miracoli, che, in quanto eventi sensazionali, rimangono facilmente impressi nella memoria e permettono di creare un forte legame tra presente e passato; l’autore desidera creare un senso di continuità storica dato dalla messa per iscritto delle tradizioni tramandate oralmente dalle comunità locali. La tattica narrativa che utilizza per le vite di molti santi è di selezionare l’episodio più insolito relativo a un personaggio e usarlo come un contrassegno. Questa accortezza permette anche di rendere le storie più memorabili: probabilmente il racconto di fatti quotidiani non sarebbe stato tanto durevole nella memoria delle persone quanto uno straordinario prodigio. Questi aneddoti aiutano Guglielmo nel suo compito di mantenere vivo il ricordo dei santi dimenticati.

## Edizioni dell'opera e tradizione
L’edizione critica più recente di quest’opera consta di due volumi, a cura di M. Winterbottom e commentata da R. M. Thomson; un’edizione precedente, sempre basata sull’autografo di Guglielmo (il manoscritto A, Oxford, Magdalen College, 172), è a cura di N.E.S.A. Hamilton. L’opera è edita anche nella serie Monumenta Germaniae Historica. Vi è una traduzione inglese a cura di D. Preest.
- Guglielmo di Malmesbury, Gesta Pontificum Anglorum, edizione a cura di N. E. S. A. Hamilton, Rolls Series, Londra, 1870.
- Guglielmo di Malmesbury, Gesta pontificum Anglorum (Excerpta), Brepols Publishers, Thurnout, 2014.
- Guglielmo di Malmesbury, Gesta pontificum Anglorum, edizione e traduzione inglese a cura di M. Winterbottom, commento a cura di R. M. Thomson, Clarendon Press, Oxford, 2007, 2 voll.
- William of Malmesbury, The deeds of the bishops of England (Gesta Pontificum Anglorum), traduzione a cura di D. Preest, The Boydell Press, Woodbridge, 2002.

Dei Gesta Pontificum rimangono 21 manoscritti, numero che testimonia un discreto interesse nei confronti dell’opera, seppur minore rispetto alla popolarità dei Gesta Regum.